# Kościół San Moisè
Kościół San Moisè (Kościół św. Mojżesza) – rzymskokatolicki kościół w Wenecji w dzielnicy (sestiere) San Marco. Administracyjnie należy do Patriarchatu Wenecji. Jest kościołem parafialnym parafii San Moisè, wchodzącej w skład dekanatu San Marco - Castello.
Założony pod koniec VIII wieku, był kilkakrotnie przebudowywany. Obecny budynek jest rezultatem XVII-wiecznej przebudowy. Bogato dekorowana fasada utrzymana jest w stylu dojrzałego baroku weneckiego. W jego wnętrzu znajduje się grób szkockiego finansisty Johna Lawa, który zmarł w Wenecji w 1729 roku.

## Historia
Pierwszy kościół w tym miejscu został zbudowany z drewna w roku 797 i poświęcony św. Wiktorowi. W jego fundacji czynnie uczestniczyły szlacheckie rody Artigeri e degli Scoparii. Drugi kościół został zbudowany w 947 roku przez Moisè Veniera i dedykowany jego świętemu patronowi, Mojżeszowi. Świątynia ta została odnowiona po drugim pożarze z 1105 roku. U zarania swych dziejów kościół San Moisè powiązany był raczej z chrześcijaństwem wschodnim (bizantyńskim) niż łacińskim; jego pierwszy proboszcz, Christoforo, był z pochodzenia Grekiem, a i starotestamentowa dedykacja (podobnie jak w przypadku kilku innych kościołów Wenecji) również budziła skojarzenia z chrześcijaństwem Wschodu.
Obecny kościół powstał w rezultacie przebudowy z 1632 roku. Konieczność przebudowy była spowodowana degradacją techniczną materiału budowlanego, ale zdaniem historyka Flaminia Correra, mogła też mieć związek ze wzrostem religijności, spowodowanej zarazą z lat 1630–1631; była również nawiązaniem do pewnego wątku z życia Mojżesza, kiedy uratował swój lud przed plagą jadowitych węży. Prace nad odbudową fasady rozpoczęły się w 1668 roku według projektu Alessandra Tremignona i ostatecznie kosztowały 30 tysięcy dukatów, wyłożonych przez rodzinę Finich i Vincenza Finiego, który w 1687 roku został prokuratorem San Marco i którego popiersie znalazło się na szczycie centralnego obelisku na fasadzie kościoła.

## Architektura
Fasada San Moisè jest typowym przykładem malowniczego baroku weneckiego. Jej projektant, Alessandro Tremignon zrealizował ją w formach bardzo wybujałych. Trzyczęściowy plan fasady popalladiańskiej został tu jednak zatarty poprzez nadmiar dekoracji rzeźbiarskiej. Jej autorem był flamandzki artysta Heinrich Meyring (znany w zitalianizowanej formie Merengo), który również zrealizował masywną rzeźbę w ołtarzu głównym. Dekoracja fasady symbolizuje chwałę Finich i ich działalność handlową. Obelisk z popiersiem Vincenza Finiego podtrzymywany jest przez parę egipskich wielbłądów, co być może stanowi aluzję do pochodzenia bogactwa rodu. W sąsiedztwie obelisku umieszczone zostały alegorie cnoty, umiarkowania, honoru i zasługi. Powyżej, w centrum drugiej kondygnacji, podzielonej pilastrami na 4 części, znajduje się szerokie okno termalne, nad którym spoczywają dwie korpulentne Sybille. Na pilastrach umieszczone zostały 4 cnoty kardynalne. Powyżej nich znajduje się skrzydlata Fama, dmąca w trąbę. W bocznych skrzydłach tympanonu widnieją herby rodu Finich, a cały tympanon zwieńczony został posągami proroków i innych postaci biblijnych. Autorem tej scenerii architektonicznej jest Alessandro Tremignon. Sztuczna bombastyczność, obfitość plastyczna i skomplikowanie form łączą, w pewien sposób, fasadę San Moisè ze zrealizowaną nieco wcześniej przez Baldassare Longhenę fasadą kościoła Santa Maria dei Derelitti.

## Kampanila
Z prawej strony kościoła wznosi się surowa kampanila z cegły, zbudowana w XIV wieku, w charakterystycznym, weneckim stylu. Ma 47 m wysokości. Jej dzwony są uruchamiane elektromechanicznie.

## Wnętrze

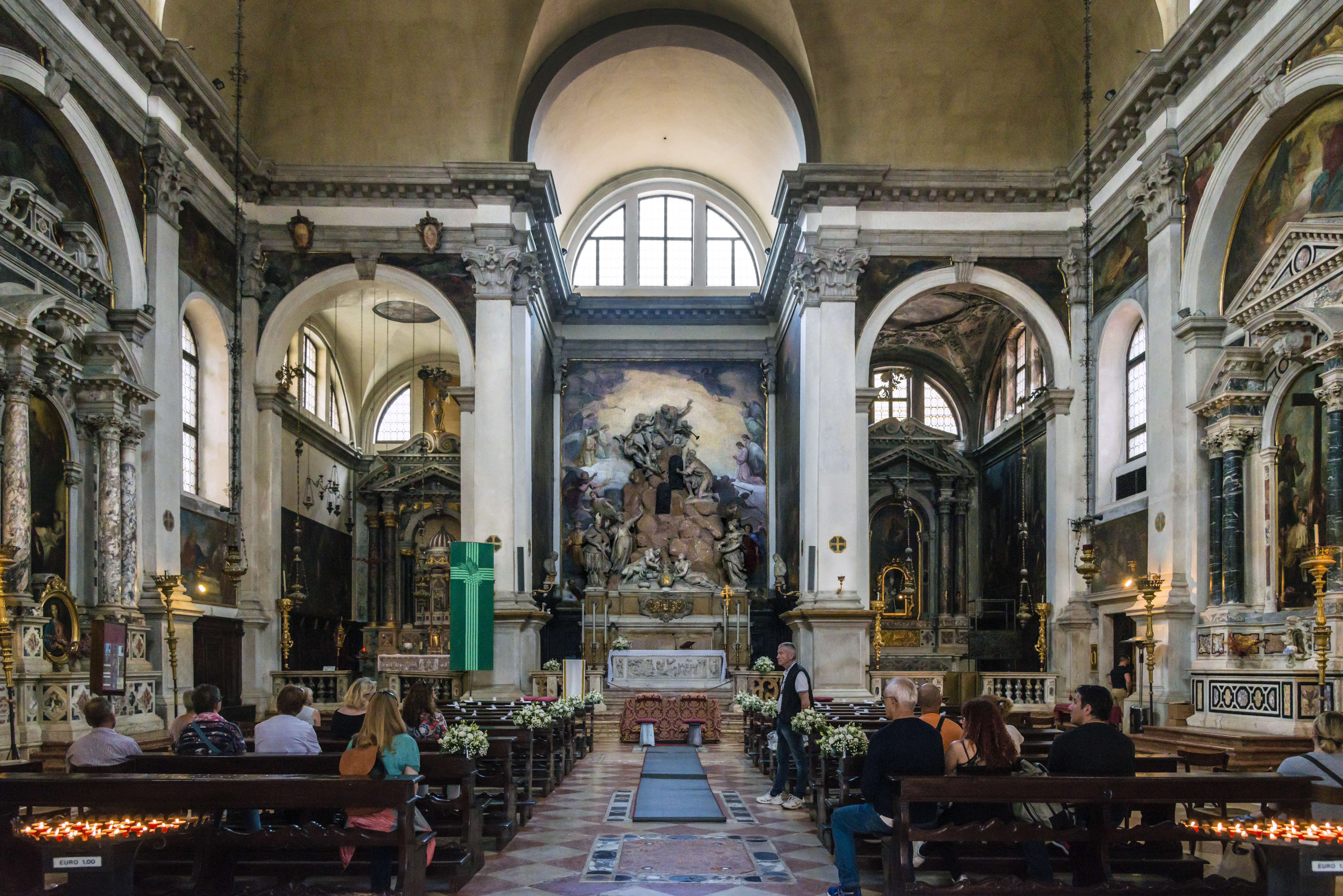
Wnętrze kościoła

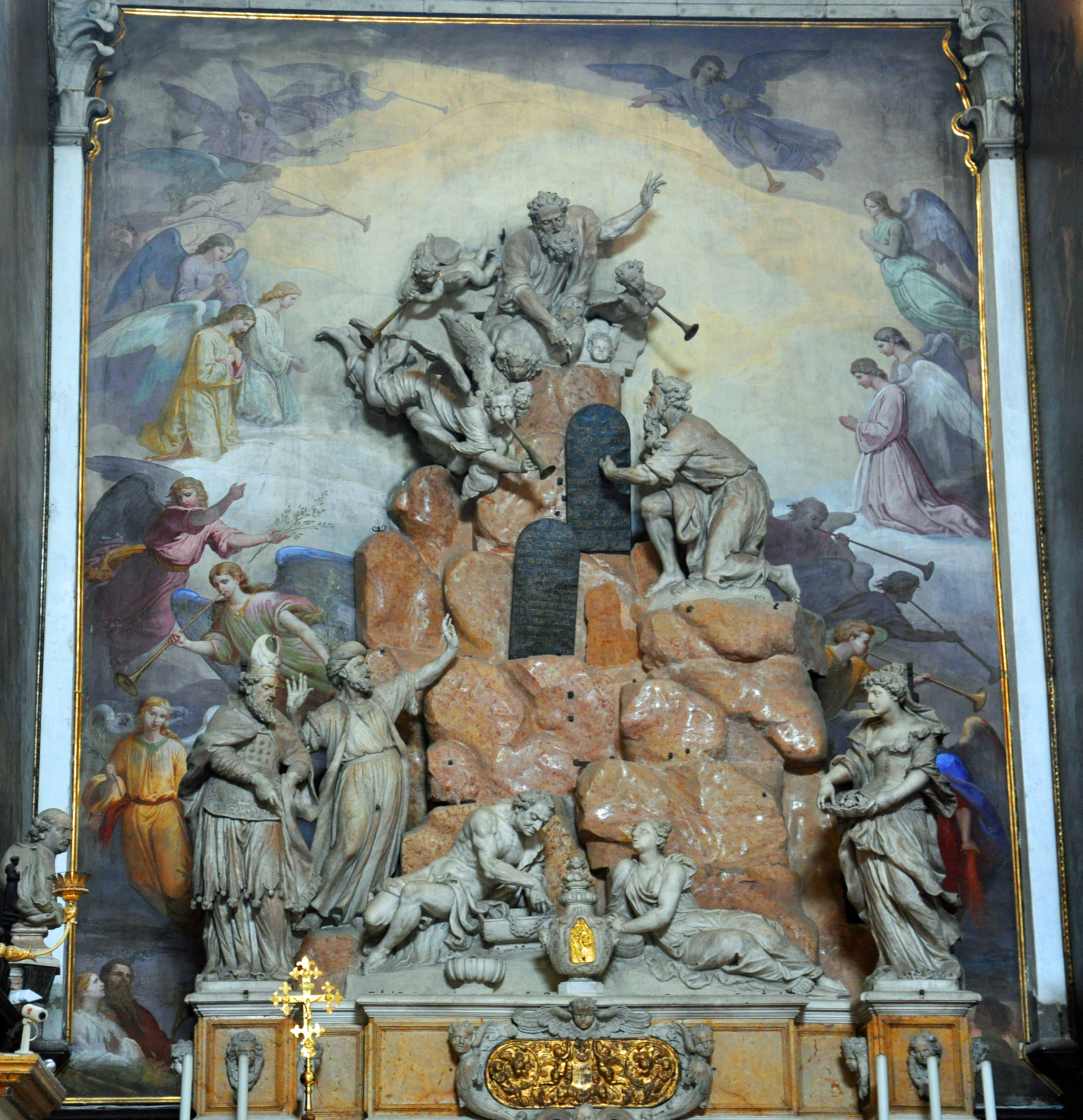
Ołtarz główny

Cztery ciężkie filary, wyżłobione i posadowione na wysokich, wydatnych piedestałach, dzielą wnętrze kościoła na trzy trakty. Wypełniają je portrety pogrzebowe zleceniodawców wystroju, co nadaje mu charakter kommemoratywny. Wnętrze jest jednonawowe, bardziej stonowane, niż fasada. Z przodu zamyka je prezbiterium, flankowane dwiema mniejszymi apsydami na planie kwadratu. W kaplicy, po lewej stronie prezbiterium znajduje się obraz Obmywanie nóg, późne dzieło Jacopa Tintoretta oraz Ostatnia Wieczerza Palmy młodszego. Na stropie widnieje Widzenie Mojżesza pędzla Niccolò Bambiniego. Obrazy w ołtarzach bocznych wyszły spod ręki takich twórców jak: Giuseppe Diamantini, Pietro Liberi, Antonio Molinari i Maffeo Verona, a ich tematem są postacie i sceny z Nowego Testamentu: Jezus Chrystus, Krzyż i Najświętsza Maryja Panna. Do Starego Testamentu nawiązuje natomiast rzeźba w ołtarzu głównym, przedstawiająca Mojżesza na Górze Synaj, w momencie, gdy otrzymuje tablice Dekalogu. Przekazujący je Bóg Ojciec ukazany został w pełni chwały, z towarzyszeniem chóru aniołów, dmących w braty. Postacie u stóp góry symbolizują obecność i oczekiwanie ludu Izraela.
Przykładem tradycji greckiej i bizantyjskiej jest niewielki ołtarz Obizzich, przypisywany kiedyś młodemu El Greco. 
Bogato rzeźbiony, drewniany chór pochodzi z XVI wieku. 
W pobliżu wejścia znajduje się grób Johna Lawa, pomysłodawcy Kompanii Missisipi, który zmarł w ubóstwie w Wenecji w 1729 roku.

## Parafia
Prawdopodobnie w czasie założenia kościoła została przy nim erygowana parafia. Dekrety napoleońskiego Królestwa Włoch z 1810 roku doprowadziły do wytyczenia na nowo granic weneckich parafii. Parafia przy kościele San Moisè została zniesiona, a podległy jej obszar został włączony do parafii San Marco. Reaktywowano ją w 1867 roku. Jej proboszcza nominuje Patriarcha Wenecji.